# Cuautepec de Hinojosa
Cuautepec de Hinojosa är en kommunhuvudort i Mexiko.   Den ligger i kommunen Cuautepec de Hinojosa och delstaten Hidalgo, i den sydöstra delen av landet, 110 km nordost om huvudstaden Mexico City. Cuautepec de Hinojosa ligger 2 250 meter över havet och antalet invånare är 16 543.
Terrängen runt Cuautepec de Hinojosa är kuperad åt sydost, men åt nordväst är den platt. Runt Cuautepec de Hinojosa är det ganska tätbefolkat, med 108 invånare per kvadratkilometer. Närmaste större samhälle är Tulancingo, 7,7 km nordväst om Cuautepec de Hinojosa. Trakten runt Cuautepec de Hinojosa består till största delen av jordbruksmark.